# Pauluskopf
Der Pauluskopf ist ein auf das 11. Jahrhundert datiertes Bildnisreliquiar, das in der Domkammer des St.-Paulus-Domes in Münster aufbewahrt wird. Das im 13. Jahrhundert weiter verzierte Büstenreliquiar ist eines der ältesten erhaltenen Bildnisreliquiare. Es enthält Reliquien des Apostels Paulus von Tarsus.

## Beschreibung
Das Reliquiar ist 22,4 cm hoch, die Standfläche oval und 12,2 cm breit, die Tiefe beträgt 7,2 cm. Der Kern besteht aus geschnitztem Eichenholz, das mit reinem Goldblech beschlagen ist. Aufgrund trocknungsbedingter Schrumpfung des Holzkerns ist die Oberfläche an einigen Stellen des Kopfes eingedrückt. Die Brustplatte mit den aufgesetzten Filigranen des 13. Jahrhunderts besteht aus vergoldetem Silber. Das Reliquiar ist mit zahlreichen Edelsteinen und Glasflüssen besetzt. Am unteren Rand der Rückseite, am rechten Zopf sowie am linken Ohr des Kopfes befinden sich vom ausführenden Goldschmied und Restaurator Peter Bolg (der auch an der Restaurierung der Essener Goldenen Madonna und des Aachener Karlsschreins tätig war) gekennzeichnete Ausbesserungen aus dem Jahr 1981. Das Reliquiengrab im Sockel der Büste ist mit einer ovalen Kupferplatte verschlossen, es misst 7,5 × 3,0 × 6,5 cm. Es enthält die in Seide gewickelten, losen Schädelteilchen des Heiligen Paulus.
Die Physiognomie des Heiligen Paulus mit hoher, kahler Stirn und spitzem, langem Bart war bereits seit dem 4. Jahrhundert ikonographisch ausgeprägt. Die hohe Stirn wird von glatt gesträhnten Haaren umrahmt. Am Hinterkopf sind die Haare gescheitelt und zu zwei Zöpfen gedreht, die sich zu den Seiten schneckenförmig aufrollen. Das Gesicht ist breit und weich geformt, die Augen des Apostels werden durch zwei dunkelblaue Saphire gebildet.

## Ikonographie
Form des Reliquiars und Inhalt stimmen überein, das Reliquiar ist damit ein „redendes Reliquiar“, bei dem die Form den unsichtbaren Inhalt für den mittelalterlichen Gläubigen begreifbar machte. In der Wahl einer Büste kann zugleich eine Anspielung auf das Martyrium des Apostels Paulus liegen, der in Rom enthauptet wurde. Die Ausführung des Reliquiars enthielt weitere symbolische Hinweise: Das Gold des Beschlags war Sinnbild des Göttlichen Lichts. Durchsichtiger Bergkristall symbolisierte die geistige Reinheit, ein großer, auf Rundbögen gefasster Bergkristall auf der Brust der Büste überragt die anderen Edelsteine. Er befindet sich zwischen vier Perlen, die für das Evangelium stehen. Flankiert wird diese Gruppe von zwei Granaten, deren Rot sowohl auf das Martyrium Paulus als auch auf die Erlösung durch das Blut des Erlösers verweist. Über dem zentralen Bergkristall befindet sich ein teilweise vom Bart verdeckter Opal, dessen Undurchsichtigkeit als Zeichen der Demut Paulus als Gegensatz zur durchscheinenden Klarheit des Glaubens steht. Unterhalb des Bergkristalls befindet sich in einem Fünfpass aus Filigran hervorgehobener blauer Glasfluss, der einen Saphir imitiert. Blau galt in Anknüpfung an den im Frühmittelalter sehr geschätzten Theologen Beda Venerabilis als Farbe der himmlischen Herrlichkeit.

## Kunsthistorische Einordnung
Die Datierung des Bildnisreliquiar war lange strittig, da häufig nach dem typischen Filigran des 13. Jahrhunderts datiert wurde. Die Datierung auf das 11. Jahrhundert hat sich inzwischen durchgesetzt. Ausschlaggebend für die Frühdatierung war die Stilverwandtschaft zur ottonischen Plastik, die sich in der zeichnerischen Formung von Bart, Kopfhaar und Augenbrauen und der typischen „ottonischen Flächigkeit“ des Gesichts ergibt. Eine besonders ähnliche Verwandtschaft besteht zur Darstellung zweier Propheten aus der Abteikirche St. Ludgerus in Werden. Dieses Steinrelief – möglicherweise von der Tumba des Gründers des Bistums Münster, des Heiligen Liudger, oder einer Fenestrella zu dessen Grab – befindet sich heute in der Schatzkammer der Werdener Abteikirche. Die Propheten weisen durch längliche Gesichter und Bärte eine ähnliche Kopfform auf. Die Haare liegen ebenso in sorgfältig herausgearbeiteten Strähnen eng an. Ähnlich sind auch die Betonung der Nasenwurzel und die schmalen Schultern. Gemeinsam mit dem Pauluskopf sind auch die kleinen hochstehenden Ohren, die etwas abzustehen scheinen und mit dem Haar aus einem Volumen gebildet sind. Die Werdener Reliefs werden zwischen 1058 und 1066 datiert. Der Pauluskopf könnte damit zu den Werken auro et gemmis preciosissime ornati gehören, die der Münsteraner Bischof Siegfried von Walbeck zwischen 1022 und 1032 seinem Dom stiftete.